# Suzanne Prou
Pour les articles homonymes, voir Prou.
Suzanne Prou, née Suzanne Marcelle Henriette Doreau le 11 juillet 1920 à Grimaud (Var) et morte le 29 décembre 1995 à Paris, est une écrivaine française.

## Biographie
Fille de militaire, Suzanne Prou passe son enfance en Algérie et en Indochine. Elle fait ses études à Marseille et à la faculté des lettres d’Aix-en-Provence, puis enseigne brièvement Marseille,,.
En 1966, elle publie son premier livre, Les Patapharis, un roman qui a retenu l'attention. Le prix Cazes est attribué en 1972 à son cinquième roman : Méchamment les oiseaux. Elle est également l’auteur de livres pour enfants.
La Terrasse des Bernardini a obtenu le prix Renaudot en 1973. Le grand prix littéraire de Provence a couronné l’ensemble de son œuvre.
Suzanne Prou a été membre du jury du prix Femina de 1981 jusqu'à sa mort. À propos des jurys, en l'occurrence celui constitué pour établir le palmarès des intellectuels français du magazine Lire d'avril 1981, le sociologue Pierre Bourdieu cite Suzanne Prou dans son cours du Collège de France du 8 mars 1984 : « Au fond, tout le travail consiste à dire que, derrière l’objet apparent du palmarès, l’objet réel est l’instauration en juges de ces personnes dont la liste est donnée et qui mériterait des heures et des heures de commentaires. Il ne s’agit pas de faire des commentaires personnels et de dire : « Tiens, c’est marrant, ils ont mis Suzanne Prou, et pourquoi dans les écrivains ? » Si je voulais, je pourrais dire des méchancetés de ce type, mais vous le ferez vous-mêmes. »
Elle est la sœur de la psychanalyste Nicole Fabre.

## Œuvres
- 1966 : Les Patapharis, Paris, Calmann-Lévy
- 1967 : Les Demoiselles sous les ébéniers, Paris, Calmann-Lévy
- 1968 : L’Été jaune, Paris, Calmann-Lévy[8]
- 1970 : La Ville sur la mer, Paris, Calmann-Lévy
- 1972 : Méchamment les oiseaux, Paris, Calmann-Lévy Prix Cazes
- 1973 : La Terrasse des Bernardini, Paris, Calmann-Lévy Prix Renaudot
- 1973 : La Petite Boutique, Paris, Mercure de France
- 1976 : Miroirs d’Edmée, Paris, Calmann-Lévy
- 1977 : Le Rapide Paris-Vintimille, Paris, Mercure de France
- 1978 : Les Femmes de la pluie, Paris, Calmann-Lévy
- 1978 : La Dépêche, Paris, Ed. Balland, coll. L’instant romanesque
- 1979 : Les Dimanches, Paris, Calmann-Lévy
- 1980 : Le Cygne de Fanny, Paris, Mercure de France
- 1981 : Le Voyage aux Seychelles, Paris, Calmann-Lévy
- 1982 : Mauriac et la jeune fille, Paris, Ed. Ramsay
- 1982 : Jeanne l'hiver, Ed. BFB
- 1983 : Le Pré aux narcisses, Paris, Calmann-Lévy
- 1985 : Les Amis de Monsieur Paul, Paris, Mercure de France
- 1986 : Le Dit de Marguerite, Paris, Calmann-Lévy
- 1986 : La Petite Tonkinoise (récit), Paris, Calmann-Lévy
- 1988 : Le Temps des innocents, Paris, Albin Michel (entretien avec Bernard Pivot Suzanne Prou 'Strophes - 23.05.1988 - 15:28 - vidéo archives INA)
- 1989 : La Notairesse, Paris, Albin Michel
- 1990 : La Demoiselle de grande vertu (nouvelles), Paris, Albin Michel
- 1991 : Car déjà le jour baisse, Paris, Albin Michel Prix Roland de Jouvenel
- 1993 : La Maison des champs, Paris, Grasset
- 1995 : L’Album de famille, Paris, Grasset
- 1998 : Dernières Feuilles (posthume), Paris, Grasset